# Palestra com giz
Uma palestra com giz (do original em inglês chalk talk) é uma apresentação ilustrada em que o facilitador faz desenhos para enfatizar os pontos da aula e criar uma experiência memorável e divertida para os alunos. As palestras de giz diferem de outros tipos de apresentações pelo uso de ilustração em tempo real em vez de imagens estáticas (como em apresentações em um Power Point ou retroprojeção). Eles alcançaram grande popularidade durante o final do século XIX e início do século XX, aparecendo em shows de Vaudeville, assembleias de Chautauqua, comícios religiosos e locais menores. Desde o início, as palestras com giz têm sido uma forma popular de entretenimento e uma ferramenta pedagógica muito útil em sala de aula (abraçado em todo o ensino tradicional com lousa, giz e docente explicando o conteúdo).

## História antiga

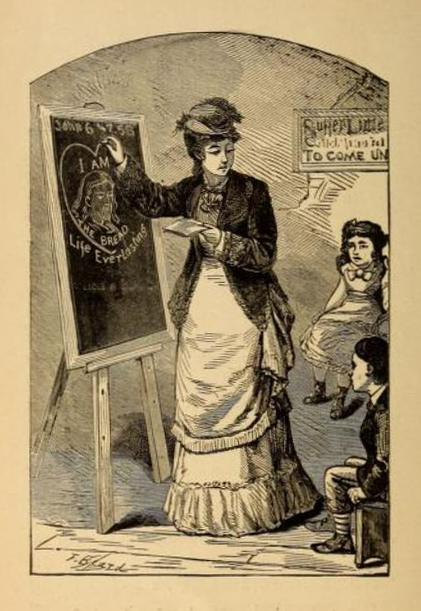
Ilustração de Frank Beard mostrando um professor da Escola Dominical dando uma palestra de giz.

Um dos primeiros artistas do discurso de giz foi um ilustrador da proibição chamado Frank Beard (1842-1905). Beard era um ilustrador profissional e cartunista editorial que publicou na The Ram's Horn, uma revista social gospel interdenominacional. A esposa de Beard era metodista, e quando as mulheres de sua igreja pediram a Beard que fizesse alguns desenhos como parte de uma noite de entretenimento que estavam planejando, surgiu a conversa sobre giz. Em 1896, Beard publicou lições de Chalk; ou, O quadro negro na escola dominical que ele dedicou ao Rev. Albert D. Vail "Por meio de cujo ensino simples no quadro negro fui levado a pesquisar as Escrituras e meu próprio coração."

## Atuação pública
Como os shows de lanternas mágicas e as palestras do Liceu, as palestras com giz, com a apresentação de imagens que mudam em tempo real, podem ser educativas e divertidas. Eram performances coreografadas "onde as imagens se tornavam animadas, fundindo-se umas nas outras de forma ordenada e progressiva" para contar uma história. As conversas de giz começaram a ser usadas para comícios religiosos e se tornaram atos populares no vaudeville e nas assembleias de Chautuaqua . Alguns performers, como James Stuart Blackton criaram atos em torno de "esboços relâmpago", desenhos que foram rapidamente modificados conforme o público olhava. Os "truques" ou técnicas ilustrativas usadas pelos performers eram chamados de "acrobacias". As acrobacias aparentemente mágicas e o giz falam sobre o poder do artista de transformar imagens simples diante dos olhos do público que atraem os mágicos. O cartunista e mágico Harlan Tarbell atuou como um talhador de giz e publicou vários livros de método de conversa com giz.

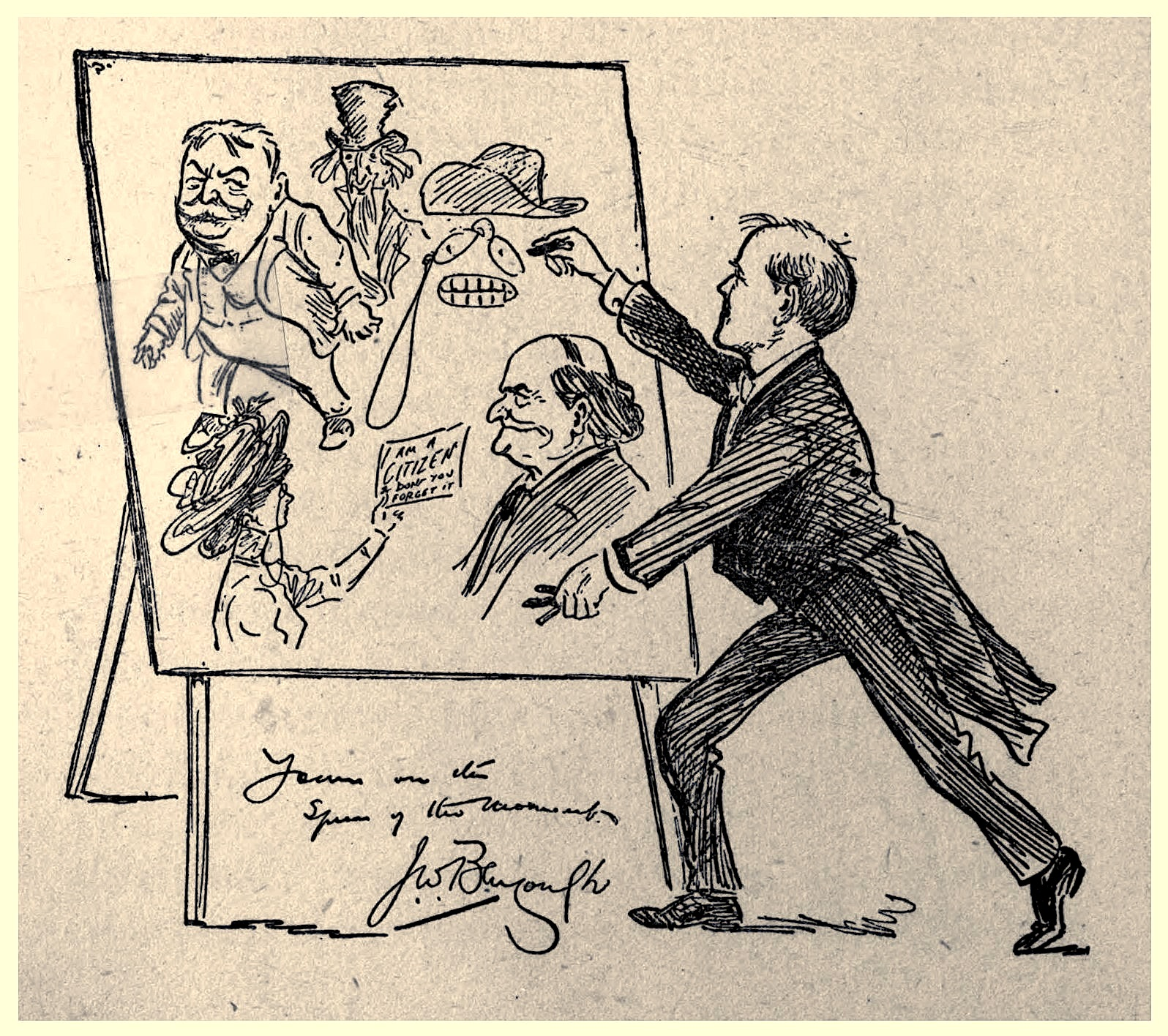
Ilustração assinada por John Wilson Bengough do cartunista apresentando uma palestra em giz sobre o sufrágio feminino.

Winsor McCay começou a fazer palestras de giz vaudeville em 1906. Em seu número de vaudeville As Sete Idades de Man, ele desenhou dois rostos infantis, um menino e uma menina, e os envelheceu progressivamente. O popular ilustrador Vernon Grant também era conhecido por suas palestras com giz de circuito de vaudeville. O cartunista John T. McCutcheon, vencedor do prêmio Pulitzer, era um popular executor de palestras sobre giz. A artista e sufragista Adele Goodman Clark montou seu cavalete em uma esquina para convencer os ouvintes a apoiar o sufrágio feminino. O cartunista canadense John Wilson Bengough fez uma turnê internacional, dando palestras com giz tanto para entretenimento quanto em apoio a causas, incluindo o sufrágio feminino e a proibição.

## Animação
Chalk talks contribuíram para o desenvolvimento dos primeiros filmes de animação, como The Enchanted Drawing, de J. Stuart Blackton e seu parceiro, Alfred E. Smith. Humorous Phases of Funny Faces (1906), de Blackton, foi outra das primeiras animações com suas raízes nas conversas com giz. Para seus primeiros filmes, Winsor McCay emprestou a imagem de Blackton do artista diante de desenhos que ganham vida.